# Vladimir Propp
Vladimir Yakovlevich Propp (tiếng Nga: Владимир Яковлевич Пропп; 29 tháng 4 [lịch cũ 17 April] năm 1895 – 22 tháng 8 năm 1970) là một nhà văn hóa dân gian học và học giả Liên Xô, người đã phân tích các yếu tố cấu trúc cơ bản của truyện dân gian Nga để xác định các đơn vị cấu trúc đơn giản nhất không thể hiểu của chúng.

## Tiểu sử
Vladimir Propp sinh ngày 29 tháng 4 năm 1895 tại Sankt-Peterburg trong một gia đình Nga gốc Đức. Cha mẹ của ông, Yakov Philippovich Propp và Anna-Elizaveta Fridrikhovna Propp (nhũ danh Beisel), là nông dân người Đức Volga giàu có từ tỉnh Saratov. Ông theo học Đại học Saint Petersburg (1913–1918), chuyên ngành tiếng Nga và bác ngữ học Đức. Khi tốt nghiệp, ông dạy tiếng Nga và tiếng Đức tại một trường trung học và sau đó trở thành giảng viên tiếng Đức ở trường đại học.